# Trio associé
 (juin 2021).
Si vous disposez d'ouvrages ou d'articles de référence ou si vous connaissez des sites web de qualité traitant du thème abordé ici, merci de compléter l'article en donnant les références utiles à sa vérifiabilité et en les liant à la section « Notes et références ».
 (juin 2021).
Le contenu est difficilement compréhensible vu les erreurs de traduction, qui sont peut-être dues à l'utilisation d'un logiciel de traduction automatique.
Trio Associé (anglais : Association Trio ; géorgien : ასოცირებული ტრიო, asotsirebuli trio ; roumain : Trio Asociat ; ukrainien : Асоційоване Тріо (Asotsiiovane Trio)) est un format tripartite pour une coopération, une coordination et un dialogue renforcés entre les ministères des Affaires étrangères de Géorgie, de Moldavie et d'Ukraine, avec l'Union européenne sur des questions d'intérêt commun liées à l'intégration européenne des États, y compris la coopération dans le cadre du partenariat oriental pour l'adhésion à l'Union européenne.
Les participants au format expriment une position claire des trois États européens du « Trio associé » pour l'adhésion à l'Union européenne et réaffirment leur engagement à progresser davantage dans la mise en œuvre des accords d'association avec l'UE, qui n'est cependant pas l'ultime objectif de leurs relations avec l'UE. Dans ce contexte, ils rappellent qu'en vertu de l'article 49 du TUE, les pays européens, la Géorgie, la République de Moldavie et l'Ukraine ont une perspective européenne et peuvent demander l'adhésion à l'Union européenne, à condition que tous les critères nécessaires à l'adhésion à l'UE soient remplis.
Coordonnant leurs actions, la Géorgie, la Moldavie et l'Ukraine cherchent à élargir les possibilités d'accords d'association, à favoriser le rapprochement sectoriel avec l'UE (intégration au marché unique numérique, union énergétique et douanière, REGRT-E et, bien sûr, avec l'espace Schengen ; coopération en matière de transports, parcours vert, justice et affaires intérieures, communications stratégiques, santé, sécurité et défense) et intégration progressive dans le marché intérieur de l'Union européenne.

## Histoire
Un mémorandum conjoint entre les ministres des Affaires étrangères de Géorgie, de Moldavie et d'Ukraine, David Zalkaliani, Aurelio Chocoi et Dmytro Kuleba, sur la création du format a été signé le 17 mai 2021  à Kyiv, en Ukraine.
Le ministre ukrainien des Affaires étrangères Dmytro a déclaré que cette initiative aidera les trois pays à avancer plus efficacement ensemble grâce à l'intégration européenne:

« Le trio associé est notre message qu'il n'y a pas d'alternative à l'intégration européenne pour nos trois pays partenaires et il n'y a pas d'alternative pour l'Europe non plus, car ils doivent voir nos trois pays comme un projet sérieux pour assurer la paix et la prospérité en Europe. L'Ukraine, la Géorgie et la Moldavie ont un statut particulier de partenaires associés dans nos relations avec l'UE. Nous avons tous fait notre choix européen, signé l'accord d'association et nous aimerions bien sûr devenir membres de l'UE à l'avenir. Aujourd'hui, nous avons convenu d'officialiser ce statut et de continuer ensemble à avancer vers l'intégration européenne. Nous démontrons également dans ce mémorandum que l'Ukraine, la Géorgie et la Moldavie travailleront activement à l'intégration européenne, et ensemble nous avancerons vers des solutions réussies dans cette direction. Étant donné que nos pays sont actuellement confrontés à de graves problèmes de sécurité, nous avons convenu de développer l'orientation de la sécurité dans notre travail conjoint afin de maintenir la stabilité dans notre région. »

— dit Kuleba
Selon lui, le « Trio associé » comprend trois éléments principaux: structurer les consultations sur l'intégration européenne entre les trois ministères des Affaires étrangères, engager le dialogue avec les institutions européennes et les membres de l'UE, et coordonner les positions des pays au sein du Partenariat oriental.
À son tour, le vice-Premier ministre, ministre des Affaires étrangères de Géorgie David Zalkaliani a noté que l'Ukraine, la Géorgie et la Moldavie ont un objectif commun de future adhésion à l'UE et souhaitent rétablir l'unité avec les pays européens:

« Nos priorités comprennent l'élargissement du dialogue du trio associé avec la Commission européenne sur la coopération dans la transformation numérique, l'économie verte, le secteur des transports et la réalisation d'une intégration maximale dans le marché de l'UE grâce à un accord d'association approfondi, ainsi que l'approfondissement de notre coopération avec le UE. »

— a déclaré le ministre géorgien des Affaires étrangères
DANS. à. Le Premier ministre, ministre des Affaires étrangères et de l'Intégration européenne de la République de Moldavie Aureliu Chocoi a déclaré qu'en signant le mémorandum, les trois pays ont réaffirmé leurs intentions européennes, un grand intérêt pour les objectifs ambitieux du Partenariat oriental et sont prêts à contribuer.
Le 18 mai 2021, à Bruxelles, le représentant du service diplomatique de l'UE Peter Stano a déclaré que l'Union européenne respecte et partage l'engagement envers l'intégration européenne de l'Ukraine, de la Géorgie et de la Moldavie, qui a créé le soi-disant « Trio associé » :

« L'Union européenne reconnaît les aspirations européennes et le choix européen des partenaires associés - la Géorgie, la République de Moldavie et l'Ukraine. Ces pays sont des voisins proches de l'UE et des partenaires du partenariat oriental. Tous nos voisins sont souverains et indépendants. Nous respectons leur choix, leurs priorités de politique étrangère et leurs objectifs stratégiques, y compris la signature d'un mémorandum entre eux sur le renforcement de la coopération dans le domaine de l'intégration européenne. L'Union européenne soutient chacun de ces pays dans leurs processus de réforme et de transformation, en investissant beaucoup de temps, une assistance financière et technique pour offrir des avantages tangibles et améliorer la vie de leurs citoyens. Nous nous concentrons sur la pleine mise en œuvre de nos accords d'association respectifs afin de tirer pleinement parti de leurs opportunités. »

— Piter Stano

## Mécanismes de coopération
Dans l'intérêt commun de l'intégration européenne, les participants coopèrent en vue de renforcer leur association politique et leur intégration économique avec l'UE, comme le prévoient les accords d'association pertinents, et de promouvoir de nouvelles opportunités dans le cadre du partenariat oriental. Les participants estiment que le potentiel important de développement ultérieur de l'intégration de leurs pays à l'UE exige que les instruments et les domaines de coopération répondent aux besoins et aux capacités du trio associé, offrant davantage de possibilités de dialogue politique renforcé et d'intégration économique et sectorielle plus poussée,.
Le processus d'intégration européenne bénéficiera d'une approche incitative (« pour plus ») visant à établir des normes progressives du processus d'intégration et à garantir des réalisations tangibles pour leur société. La contribution des participants à la coopération dans le cadre du partenariat oriental ne nuit pas à leur coopération bilatérale avec l'UE conformément à leurs aspirations européennes. L'importance du soutien de l'UE à la souveraineté et à l'intégrité territoriale de la Géorgie, de la Moldavie et de l'Ukraine à l'intérieur de leurs frontières internationalement reconnues, ainsi que le renforcement de leur résilience et la lutte contre les problèmes de sécurité, sont également soulignées. Le trio continuera à travailler pour renforcer le rôle de l'UE dans la promotion de la résolution pacifique des conflits dans des formats et des plateformes appropriés.
Compte tenu du programme de réforme européen ambitieux et complexe du Trio associé, les États reconnaissent le rôle crucial de l'aide de l'UE, notamment par le biais d'instruments financiers spéciaux, proportionnée au niveau de leurs engagements et objectifs et conforme au principe de conditionnalité sur progrès de la réforme.

### Initiatives
Guidés par l'objectif d'approfondir leur processus d'intégration européenne, ainsi que par le désir d'assurer la poursuite du développement stratégique du partenariat oriental, les participants sont convenus de promouvoir conjointement, dans le dialogue avec les institutions de l'UE et les États membres de l'UE, les objectifs suivants:
- Étendre l'agenda des dialogues entre la Commission européenne et le trio associé, en plus des questions liées à l'ALE approfondi et complet, à de nouveaux domaines thématiques pour une coopération renforcée, tels que les transports, l'énergie, la transformation numérique, l'économie verte, la justice et les affaires intérieures, les communications, soins de santé ;
- Aller au-delà de l'ALECA et développer des outils supplémentaires pour faciliter et accélérer l'intégration du trio associé dans le marché intérieur de l'UE ;
- Renforcement de la coopération en matière de défense et de sécurité de l'UE avec un accent particulier sur la lutte contre les menaces hybrides, renforcer kiberstiykosty, la coopération des plateformes de développement avec la cellule synthétique nucléaire hybride UE Cybersécurité Participation de l'UE aux missions et opérations ZPSO et participer aux projets de la coopération structurée permanente) ;
- Promouvoir la poursuite de l'implication du trio associé dans les programmes-cadres et les institutions de l'UE ;
- Soutenir la mobilisation d'une forte assistance de l'UE pour soutenir les réformes complexes du trio associé et garantir leur accès aux fonds et ressources alternatifs disponibles pour l'UE, y compris pour des projets d'intérêt commun ;
- Coordination des efforts conjoints au sein du partenariat oriental sur la base des aspirations européennes et des besoins communs du trio associé.

### Méthodes de coopération
Pour les besoins du Trio Associé, les participants sont convenus de renforcer leur coopération par les modalités suivantes :
- Mener des consultations tripartites régulières et/ou spéciales pour examiner les développements actuels ou discuter de questions spécifiques dans le cadre de leur intégration avec l'UE, ainsi que de la coopération dans le cadre du partenariat oriental ;
- Établissement de coordonnateurs de trios associés dans les ministères des Affaires étrangères ;
- Coordonner les réunions du trio associé d'experts, de hauts fonctionnaires et, le cas échéant, de ministres à l'approche d'évènements importants de l'agenda du Partenariat oriental, avec un accent particulier sur les activités de haut niveau ;
- Mener des démarches diplomatiques conjointes auprès des institutions de l'UE et des États membres de l'UE sur des questions convenues conjointement liées à leurs aspirations européennes, des initiatives conjointes sur l'intégration européenne, ainsi que la coopération dans le cadre du partenariat oriental ;
- Mener une communication publique coordonnée sur les approches communes liées aux aspirations européennes du « Trio associé » et la coopération dans le cadre du Partenariat oriental, y compris des évènements d'experts et des publications ;
- Développement de nouvelles plateformes de dialogue avec des initiatives régionales impliquant les États membres de l'UE visant à mobiliser le soutien aux aspirations européennes du Trio ;
- Examen d'autres formes de coopération à la lumière des nouveaux développements, besoins et objectifs stratégiques découlant de l'avancement de l'intégration du Trio à l'UE.